# 國學院大學全學應援團
國學院大學全學應援團（こくがくいんだいがくぜんがくおうえんだん）は、國學院大學の学生自治組織の一つ。全日本学生応援団連盟に加盟している。
歴史は戦前の応援統制部にさかのぼる。当時は羽織袴に下駄角帽といういでたちであった。やがて太平洋戦争により活動を中断するが、戦後まもなく復員した団員により軍服姿のままに復興した。昭和24年には日本大学・中央大学・東京農業大学・専修大学・駒澤大学と共に東都大学応援団連盟（のち全日本学生応援団連盟に発展）を発足させた。昭和42年には学生の支持の下、学内の健全化と建学の精神の発揚という目的を持つ「全學應援團」へと変革し体育連合会らと共に学生自治組織の学生五団体の一つと位置づけられた（四二規約）。近年では平成13年（2001年）に母校陸上競技部が箱根駅伝に初出場を果たすとともに応援に駆け付けるなど、母校スポーツに対しますますのエールを送り続けている。
戦後から現在まで廃団、解散、活動停止せずに存続している応援団は、大学応援団の中では稀である。なお、体育連合会空手道部は応援団の先輩により創始されたものであり、応援団とは友好団体である。
名物「国大音頭」は終戦直後、神道への国家の援助がなくなったのみならず占領軍の神道弾圧方針により皇典講究所は解散され、國學院大學そのものが存亡の機に瀕していたときに、学生を元気づけようと國學院大學教授折口信夫が発案・作詞したもので、同時に花柳一輔により振りがつけられ、1946年（昭和21年）11月4日の文化祭で発表されたものである。最初にこれを躍った学生は約20名とされる（『國學院大學百年小史』國學院大學（1982年）より）。現存する「國大音頭」はこれに空手の型を取り入れたものである。また、歴代団長に伝わる「國大小唄」は当時の団長が、日本舞踊の家元の下に通って作ったものである。2013年（平成25年）には、学生歌である「神主小唄」に、本学神道文化学部の直接指導を仰ぎ大幣を用いた振りをつけ、箱根駅伝などで披露した。